# 郭家坨朱德路居
郭家坨朱德路居，位于山西省长治市壶关县石坡乡郭家坨村，是一处山西省文物保护单位。
2021年8月4日，郭家坨朱德路居公布为第六批山西省文物保护单位，年代为元至民国，近现代重要史迹及代表性建筑类，编号1940年。